# Josip Fon (kirurg)
Josip Fon, slovenski zdravnik kirurg, * 8. oktober 1846, Studenice, † 7. junij 1899, Zagreb.   
Medicino je študiral v Gradcu. Po končanem študiju je bil asistent na kliniki kirurga Karla Rzehaczeka. Leta 1871 je postal primarij na kirurškem oddelek bolnišnice usmiljenih bratov v Zagrebu. Bil je prvi kirurg na Hrvaškem, ki je zasledoval in v prakso uvajal vse moderne pridobitve kirurgije. Fon je bil vnet zagovornik dobrih slovensko-hrvaških odnosov in prizadeven član hrvaškega  planinskega društva. Na njegovo pobudo so leta 1874 v Zagrebu ustanovil Hrvaški  Sokol. Mozirski Sokol ga je 1883 imenoval za svojega častnega člana.